# Berteaucourt-lès-Thennes
Berteaucourt-lès-Thennes (picardisch:Bérteucourt-Teinne) ist eine nordfranzösische Gemeinde mit 497 Einwohnern (Stand 1. Januar 2022) im Département Somme in der Region Hauts-de-France. Die Gemeinde liegt im Arrondissement Montdidier, ist Teil der Communauté de communes Avre Luce Noye und gehört zum Kanton Moreuil.

## Geographie
Berteaucourt liegt am rechten (nördlichen) Ufer der Luce, die die Gemeinde vom südlich benachbarten Thennes trennt, an deren Mündung in die Avre, und an der Départementsstraße D935 (frühere Route nationale 35).

## Geschichte
Die Geschichte von Berteaucourt ist eng mit der von Thennes verknüpft, zu dessen Pfarrei es immer gehörte. Thennes war seit 780 von der Abtei Corbie abhängig. Berteaucourt war Sitz einer Herrschaft, bis zur Französischen Revolution der Familie De Berteaucourt. Im Ersten Weltkrieg wurden das Schloss und weitgehend die Gemeinde zerstört, aber wieder aufgebaut. Die Gemeinde erhielt als Auszeichnung das Croix de guerre 1914–1918. 1956 erfolgte die Umbenennung von Berteaucourt in Berteaucourt-lès-Thennes.

## Einwohner
| 1962 | 1968 | 1975 | 1982 | 1990 | 1999 | 2006 | 2010 |
| ---- | ---- | ---- | ---- | ---- | ---- | ---- | ---- |
| 303  | 291  | 281  | 356  | 411  | 431  | 378  | 419  |

## Verwaltung
Bürgermeister (maire) ist seit 2001 Jean-Luc Vasseur.

## Sehenswürdigkeiten
- Das 1869 im Stil des Louis-quinze errichtete Schloss.
- Der Jardin de Lucine mit Arboretum.

## Persönlichkeiten
- Joseph Emmanuel Bailly de Surcy (1793–1861), Philosophieprofessor, seit 1832 in Berteaucourt.
- Père Vincent de Paul Bailly (de Surcy) (1832–1912), Gründer der Tageszeitung La Croix, in Berteaucourt geboren.
- Marie Emmanuel Bernard Bailly de Surcy (1835–1920), Ritter der Ehrenlegion.